# Енрике II (Навара)
Енрике II Наварски или Анри д'Албре (на френски: Henri II de Navarre, Henri d ' Albret; на испански: Enrique II de Navarra; * 18 април 1503, Сангуеза; † 25 май 1555, Ажетмо) e крал на Навара от 1517 г. от династията Албре.

## Произход
Енрике е син на крал Жан III д'Албре и кралица Катерина дьо Фоа. 

## Крал на Навара (1517 – 1555)
След смъртта на баща си през 1516 г. той наследява неговите лични владения – Графство Перигор и Виконтство Лимож.
След смъртта на майка си през 1517 г. Енрике, под името Енрике II, става крал на Навара, а и наследява графства Фоа и Бигор, както и Виконтство Беарн. Всъщност кралят на Арагон Фернандо II още през 1512 г. завзема по-голямата част от Навара и я присъединява към Арагон. Реално през управлението си Енрике управлява само Долна Навара. Освен това след смъртта на дядо си Ален Велики Енрике наследява родовата Сеньория Албре. През 1521 г. Енрике се опитва чрез военни действия да си върне отнетата му част от Навара, но безрезултатно.
Енрике продължава политиката на баща си за сближаване с Френското кралство. През 1523 г. се сближава с крал Франсоа I. Той участва в армията на Франсоа в битката при Павия през 1525 г. срещу император Карл V, при която попада заедно с Франсоа в плен. Въпреки това същата година Енрике бяга от плен, което намалява престижа му.
През 1527 г. се жени за сестрата на Франсоа I, Маргарита, донесла му като зестра областта Арманяк. Дворът на съпругата му в града Нерак се превръща в един от центровете на литературата, науката и изкуството в Западна Европа. През 1548 г. Енрике дава своята единствена дъщеря и наследница Жана за съпруга на херцог Антоан дьо Бурбон.
През 1550 г. Сеньория Албре получава статут на херцогство.
Енрике умира на 25 май 1555 г. по време на своето поклонение до гроба на свети Жирон в гасконския Ажетмо и е погребан в родовата крипта на кралете на Навара в катедралата на Лескар. Всичките му владения наследява дъщеря му Жана.

## Брак и деца
∞ 24 януари 1527 за Маргарита Ангулемска (* 11 април 1492, † 21 декември 1549), дъщеря на Шарл Орлеански-Ангулем, граф на Ангулем, и Луиза Савойска. Те имат децата:
- Жана III (* 7 януари 1528, † 9 юни 1572), кралицата на Навара от 1555; ∞ 1. 13 юли 1541 за Вилхелм IV Клевски (* 1516, † 1592), херцог на Клеве, Юлих, Берг и Хелдерн, анулиран 1546.; 2. 20 октомври 1548 за Антоан дьо Бурбон (* 1518, † 1562), херцог на Бурбон и на Вандом.
- Жан (Хуан) (* сл. 1530, † в ранна детска възраст)

- Портрет на Енрике
- Маргарита Ангулемска
съпруга
- Жана III
дъщеря